# DELTA
DELTA (англ. Dortmund ELectron Test Accelerator) — прискорювальний комплекс, джерело синхротронного випромінювання третього покоління, розташований у Дортмунді (Німеччина). Створений та експлуатується від 1994 року силами Технічного університету Дортмунда.
Комплекс складається з лінійного прискорювача електронів на енергію 75 МеВ, бустерного синхротрона BoDo (Booster Dortmund) на повну енергію та основного накопичувача DELTA на енергію 0,3—1,5 ГеВ. У прямолінійних проміжках накопичувача встановлено 3 випромінювальних ондулятори, один із яких (FELICITA I) може діяти як лазер на вільних електронах, крім того є виводи синхротронного випромінювання з поворотних магнітів у арках.
| Основні параметри синхротрона | Основні параметри синхротрона |
| ----------------------------- | ----------------------------- |
| Енергія електронів, E         | 1,5 ГеВ                       |
| Периметр, П                   | 115,2 м                       |
| Частота ВЧ, fвч               | 500 МГц                       |
| Горизонтальний емітанс, εx    | 5 нм·рад                      |
| Час життя пучка, τ            | 10 год                        |
| Повний струм пучка, Ib        | 130 мА                        |